# 尼斯主教座堂

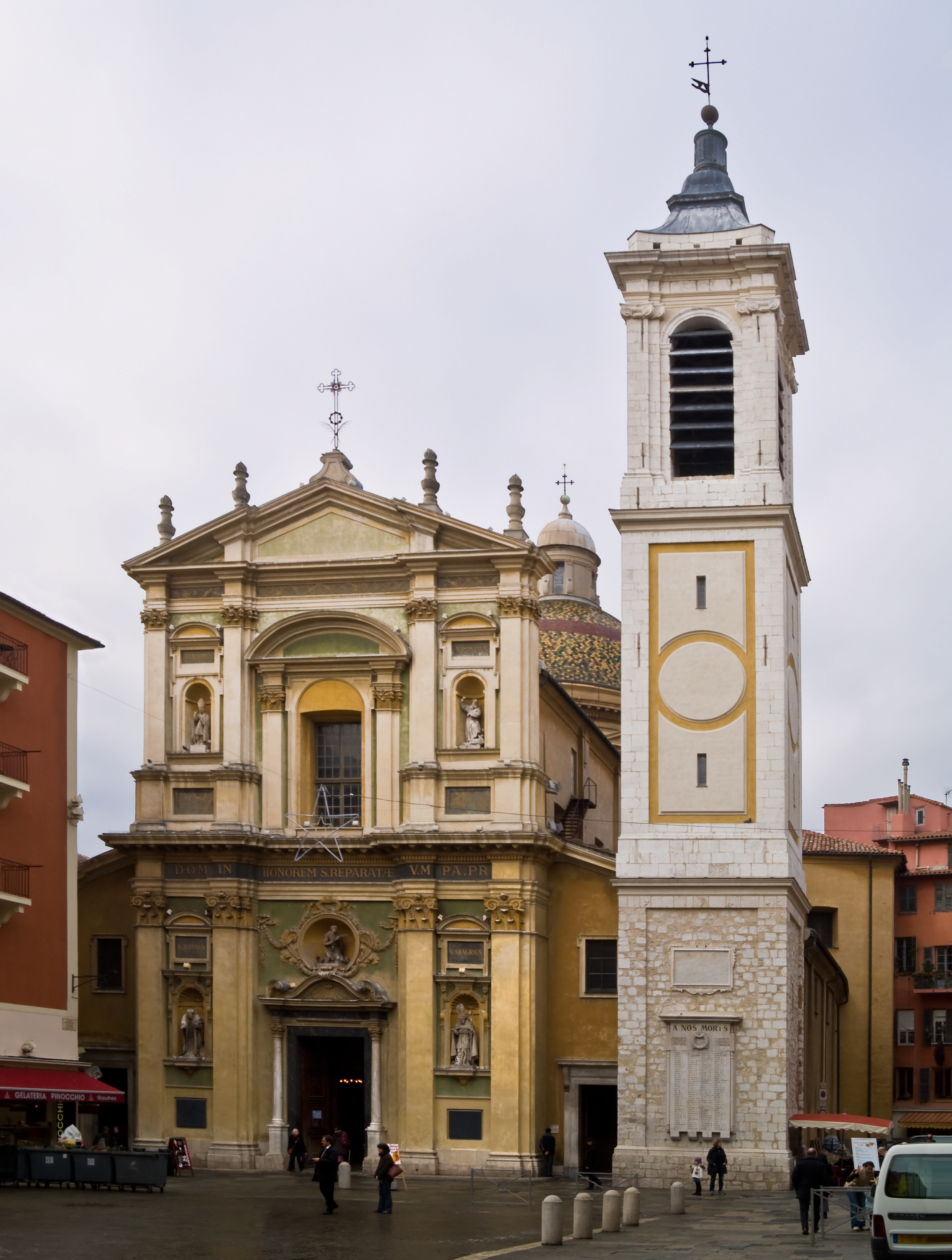
尼斯主教座堂

尼斯圣萊伯拉主教座堂（法語：Cathédrale Sainte-Réparate de Nice）是一座罗马天主教主教座堂，位于法国南部海滨城市尼斯。它是天主教尼斯教区的中心，供奉尼斯的主保圣人圣女雷帕拉塔，拥有博索管风琴。该建筑的外部和内部均为巴洛克式。
1246年，它成为本堂区圣堂。1906年，尼斯主教座堂被法国文化部列为法国历史古迹。